# St. Catharines Saints
Die St. Catharines Saints waren ein kanadisches Eishockeyfranchise der American Hockey League aus St. Catharines. Die Spielstätte der Saints war die Garden City Arena.

## Geschichte
Die St. Catharines Saints wurden 1982 von den Toronto Maple Leafs als deren neues Farmteam als Franchise der American Hockey League gegründet. Nachdem die Mannschaft in ihrer ersten Spielzeit noch die Playoffs verpasst hatte, erreichten die Saints in der Saison 1983/84 erstmals in der Franchise-Geschichte die Playoffs um den Calder Cup, unterlagen dort jedoch bereits in der ersten Runde den Rochester Americans mit 3:4 Siegen. Es folgte ein weiteres Jahr ohne Playoffbeteiligung der Saints, ehe St. Catharines in der Saison 1985/86 erst in der zweiten Playoffrunde knapp mit 3:4-Siegen an den Hershey Bears scheiterten. 
Im Anschluss an diese Spielzeit beschlossen die Toronto Maple Leafs ihr Farmteam nach Newmarket (Ontario), umzusiedeln, wo es fortan unter dem Namen Newmarket Saints in der AHL aktiv war. 

## Saisonstatistik
Abkürzungen: GP = Spiele, W = Siege, L = Niederlagen, T = Unentschieden, OTL = Niederlagen nach Overtime SOL = Niederlagen nach Shootout, Pts = Punkte, GF = Erzielte Tore, GA = Gegentore, PIM = Strafminuten
| Saison  | GP | W  | L  | T | OTL | SOL | Pts | GF  | GA  | Platz    | Playoffs                                                                               |
| 1982–83 | 80 | 33 | 41 | 6 | —   | —   | 72  | 335 | 368 | 6. South | nicht qualifiziert                                                                     |
| 1983–84 | 80 | 43 | 31 | 6 | —   | —   | 92  | 364 | 346 | 3. South | 1. Runde: Niederlage, 3:4 gg. Rochester Americans                                      |
| 1984–85 | 80 | 24 | 50 | 6 | —   | —   | 54  | 272 | 391 | 7. South | nicht qualifiziert                                                                     |
| 1985–86 | 80 | 38 | 37 | 5 | —   | —   | 81  | 304 | 308 | 3. South | 1. Runde: Sieg, 4:2 gg. Binghamton Whalers 2. Runde: Niederlage, 3:4 gg. Hershey Bears |

## Team-Rekorde

### Karriererekorde
Spiele: 269  Craig Muni
Tore: 97  Bruce Boudreau
Assists: 134  Bruce Boudreau
Punkte: 231  Bruce Boudreau
Strafminuten: 868  Leigh Verstraete